# Jean Frémon
Jean Frémon, nacido el 25 de noviembre de 1946 es un escritor francés, novelista, ensayista y crítico de arte. Es presidente de la Galerie Lelong establicida en París y Nueva York. 

## Biografía
Desde 1969, Jean Frémon es autor de numerosos ensayos sobre artistas contemporáneos entre ellos Robert Ryman, Louise Bourgeois, Sean Scully, Antoni Tapies, Jannis Kounellis, David Hockney, Pierre Alechinsky, Kiki Smith, Juan Usle, Antonio Saura, reunidos en el volumen Gloire des formes (POL) y de varias obras de fiction

## Obras traducidas en español
- El Jardín botánico, trad Encarna Castejón, Espasa Calpe, 1991
- El Ojo de l'alma, in Nicola De Maria, Galeria Nieves Fernández, 1991
- El Cuerpo del delito, in Kounellis, Galería Carles Taché, 1998
- Cuadrado y lírico, in Kounellis, Galería Carles Taché, 2002
- Tapies y sus lugares, trad Encarna Castejón, Tapies Obra Completa vol VII, Poligrafa, 2003
- Tapies y el objeto verdadero, in Tapies "Tierras", MNCARS, 2004
- La Isla de los muertos, trad Encarna Castejón, Alianza Literaria, 2004
- Louise Bourgeois mujer casa, trad Milena Busquets, Elba, 2010
- Calle de la mirada, trad Ignacio Vidal-Folch, Elba, 2016
- El Peso de las palabras, in Jaume Plensa El Corazón secreto, Paidos, 2016
- A Samuel Beckett le aprietan los zapatos, in Samuel Beckett:El Mundo y el pantalón, Elba, 2017
- David Hockney Love Life, trad Ignacio Vidal-Folch, Elba, 2017
- Vamos, Louison, trad. Ignacio Vidal-Folch, Elba, 2019
- El espejo mágico, trad.Jose Ramon Monreal, Elba, 2022